# DDR-Badmintonmeisterschaft 1968
Die DDR-Badmintonmeisterschaft 1968 fand vom 27. bis zum 28. April 1968 in Halle (Saale) statt. Es war die 8. Austragung der Titelkämpfe.

## Medaillengewinner
| Disziplin    | Gold                                                        | Silber                                              | Bronze                                                      |
| ------------ | ----------------------------------------------------------- | --------------------------------------------------- | ----------------------------------------------------------- |
| Herreneinzel | Joachim Schimpke (Aktivist Tröbitz)                         | Klaus Katzor (Aktivist Tröbitz)                     | Harald Richter (BSG Wismut Karl-Marx-Stadt)                 |
| Herreneinzel | Joachim Schimpke (Aktivist Tröbitz)                         | Klaus Katzor (Aktivist Tröbitz)                     | Lothar Diehr (EBT Berlin)                                   |
| Dameneinzel  | Ruth Preuß (Einheit Kyritz)                                 | Rita Gerschner (Aktivist Tröbitz)                   | Annemarie Richter (BSG Wismut Karl-Marx-Stadt)              |
| Dameneinzel  | Ruth Preuß (Einheit Kyritz)                                 | Rita Gerschner (Aktivist Tröbitz)                   | Gudrun Hensel (Motor Zittau)                                |
| Herrendoppel | Klaus Katzor Joachim Schimpke (Aktivist Tröbitz)            | Gerd Pigola Volker Herbst (HSG DHfK Leipzig)        | Alfred Petschik Peter Theim (Einheit Gotha)                 |
| Herrendoppel | Klaus Katzor Joachim Schimpke (Aktivist Tröbitz)            | Gerd Pigola Volker Herbst (HSG DHfK Leipzig)        | Frank Geißler Bernd Hachmeister (HSG DHfK Leipzig)          |
| Damendoppel  | Ruth Preuß Beate Herbst (Einheit Kyritz / HSG DHfK Leipzig) | Rita Gerschner Annemarie Seemann (Aktivist Tröbitz) | Michael Gabriele Möhring (Empor Halle)                      |
| Damendoppel  | Ruth Preuß Beate Herbst (Einheit Kyritz / HSG DHfK Leipzig) | Rita Gerschner Annemarie Seemann (Aktivist Tröbitz) | Annemarie Richter Ute Reißmann (BSG Wismut Karl-Marx-Stadt) |
| Mixed        | Volker Herbst Beate Herbst (HSG DHfK Leipzig)               | Alfred Petschik Annerose Theim (Einheit Gotha)      | Claus Stegner Dörthe Erhard (Motor Zittau / Lok Dresden)    |
| Mixed        | Volker Herbst Beate Herbst (HSG DHfK Leipzig)               | Alfred Petschik Annerose Theim (Einheit Gotha)      | Kurt Willumeit Gudrun Abraham (EBT Berlin)                  |

## Referenzen
- Martin Knupp: Deutscher Badminton Almanach, Eigenverlag (2003), 230 Seiten
- René Born: 1957–1997. 40 Jahre Badminton in Tröbitz – Die Geschichte des BV Tröbitz e. V., Eigenverlag (1997), 84 Seiten. (Online-Version)
- René Born: Badminton in Tröbitz (Teil 1 – Die Anfänge, die Medaillengewinner, die Statistik), Eigenverlag (2007), 455 Seiten (Online-Version)